# James Wong Howe
James Wong Howe, (nom en chinois: 黃宗霑), né Wong Tung Jim le 28 août 1899 à Taishan (Province du Guangdong, Chine), mort le 12 juillet 1976 à Los Angeles — Quartier d'Hollywood (Californie), est un directeur de la photographie et réalisateur américain d'origine chinoise, membre de l'ASC.
Il est parfois crédité James Howe ou James How ou encore Jimmie Howe.

## Biographie
Sa famille émigre aux États-Unis en 1904. Naturalisé américain, sous le nom de James Wong Howe, il débute au cinéma comme « clap-boy » puis premier ou deuxième assistant opérateur, de 1919 à 1922. Il est ensuite chef opérateur, sur plus de 130 films, entre 1923 et 1975. Il est considéré comme un des pionniers de l'industrie cinématographique hollywoodienne, à l'instar de son collègue Gregg Toland, notamment pour son travail sur la profondeur de champ et sur les effets d'ombre et de lumière, particulièrement mis en valeur avec sa photographie en noir et blanc, ce qui lui vaudra de gagner deux fois l'Oscar de la meilleure photographie (il aura six autres nominations), dans cette catégorie — voir la rubrique "Récompenses" ci-dessous —.
Au cours de sa longue carrière, il côtoie de nombreux réalisateurs, tels Fritz Lang (Les bourreaux meurent aussi en 1943, avec Brian Donlevy, Walter Brennan), Sydney Pollack (Propriété interdite en 1966, avec Natalie Wood, Robert Redford), Martin Ritt (ex. : Hombre en 1967, avec Paul Newman, Fredric March), Josef von Sternberg (Shanghaï Express en 1932, avec Marlene Dietrich), ou encore Raoul Walsh (ex. : La Vallée de la peur en 1947, avec Teresa Wright, Robert Mitchum), entre autres.
James Wong Howe est aussi réalisateur de trois films dans les années 1950 et, pour la télévision, d'épisodes de deux séries en 1961 et d'un téléfilm en 1963.
Il est un cousin de l'actrice Anna May Wong, qu'il retrouve sur Peter Pan (1924), puis Shanghaï Express (1932), déjà cité.

## Filmographie

### Comme directeur de la photographie (sélection)
Au cinéma
- 1923 : Drums of Fate (en) de Charles Maigne

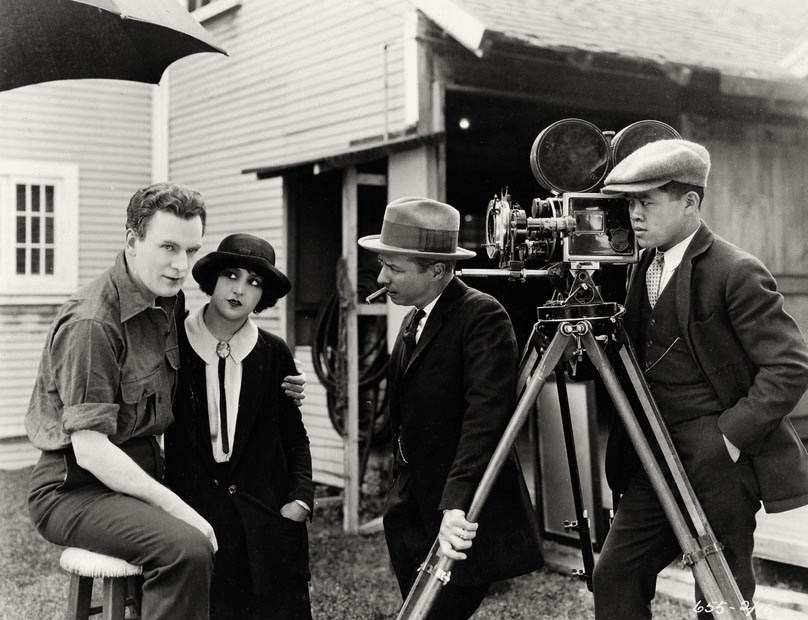
De g. à d. : Thomas Meighan, Estelle Taylor, le réalisateur Herbert Brenon et James Wong Howe, sur le tournage de The Alaskan (1924)

- 1923 : La Femme aux quatre masques (The Woman with Four Faces) d'Herbert Brenon
- 1923 : L'Appel de la vallée (The Call of the Canyon) de Victor Fleming
- 1923 : La Danseuse espagnole (The Spanish Dancer) de Herbert Brenon
- 1924 : Peter Pan de Herbert Brenon
- 1924 : Le Vainqueur (The Alaskan) de Herbert Brenon
- 1925 : The Best People de Sidney Olcott
- 1925 : Not So Long Ago de Sidney Olcott
- 1925 : La Charmeuse (The Charmer) de Sidney Olcott
- 1926 : Sea Horses d'Allan Dwan
- 1926 : Les Briseurs de joie (Padlocked) d'Allan Dwan
- 1926 : Mantrap de Victor Fleming
- 1928 : Ris donc, Paillasse ! (Laugh, Clown, Laugh) d'Herbert Brenon
- 1928 : Le Crime de monsieur Benson (Perfect Crime) de Bert Glennon
- 1928 : La Prison du cœur (Four Walls) de William Nigh
- 1929 : Le Forban (The Rescue) de Herbert Brenon
- 1929 : Les Nuits du désert (Desert Nights) de William Nigh
- 1931 : Le Code criminel (The Criminal Code) d'Howard Hawks
- 1931 : Surrender de William K. Howard
- 1931 : Transatlantique (Transatlantic) de William K. Howard
- 1932 : Shanghaï Express (Shanghai Express) (non crédité) de Josef von Sternberg
- 1932 : Chandu le magicien (Chandu the Magician)

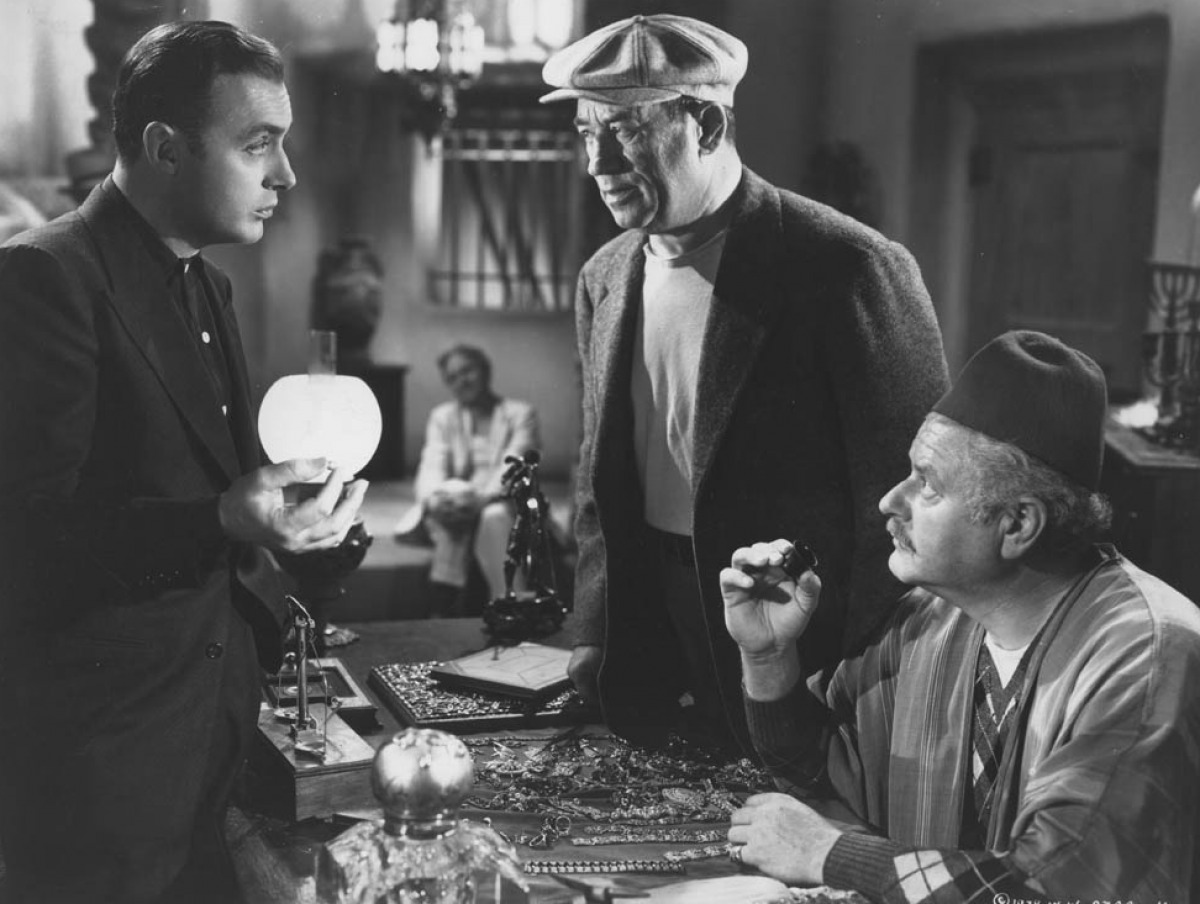
De g. à d. : Charles Boyer, Stanley Fields et Alan Hale, dans Casbah (1938)

- 1933 : En descendant Broadway (Walking Down Broadway) initialement d'Erich von Stroheim, refait sous le titre Hello, Sister! d'Alfred Werker
- 1933 : The Power and the Glory de William K. Howard
- 1934 : Miracle d'amour (Have a Heart) de David Butler
- 1934 : L'Ennemi public no 1 (Manhattan Melodrama) de W.S. Van Dyke
- 1934 : The Show-Off de Charles Reisner
- 1934 : Viva Villa ! de Jack Conway
- 1934 : L'Introuvable (The Thin Man) de W.S. Van Dyke
- 1934 : L'Espionne Fräulein Doktor (Stamboul Quest) de Sam Wood
- 1935 : La Marque du vampire (Mark of the Vampire) de Tod Browning
- 1935 : Tempête au cirque (O'Shaughnessy's Boy), de Richard Boleslawski
- 1935 : On a volé les perles Koronoff (Whipsaw) de Sam Wood
- 1935 : The Flame Within, d'Edmund Goulding
- 1937 : L'Invincible Armada (Fire over England) de William K. Howard
- 1937 : Sous la robe rouge (Under the Red Robe) de Victor Seastrom
- 1937 : Le Prisonnier de Zenda (The Prisoner of Zenda) de John Cromwell
- 1938 : Casbah (Algiers) de John Cromwell
- 1938 : Comet Over Broadway de Busby Berkeley
- 1938 : Les Aventures de Tom Sawyer (The Adventures of Tom Sawyer) de Norman Taurog
- 1939 : Je suis un criminel (They made me a Criminal) de Busby Berkeley
- 1939 : Terreur à l'ouest (The Oklahoma Kid) de Lloyd Bacon
- 1939 : Jeunesse triomphante (Dust Be My Destiny) de Lewis Seiler
- 1940 : Torrid Zone de William Keighley
- 1940 : Fantasia, film d'animation produit par Walt Disney Pictures, réalisateurs divers (prises de vues réelles de l'Orchestre de Philadelphie, non crédité)
- 1940 : Abraham Lincoln (Abe Lincoln in Illinois) de John Cromwell
- 1940 : La Balle magique du Docteur Ehrlich (Dr Ehrlich's Magic Bullet) de William Dieterle
- 1940 : Une dépêche Reuter (A Dispatch from Reuter's) de William Dieterle
- 1940 : Ville conquise (City for Conquest) d'Anatole Litvak
- 1941 : Out of the Fog d'Anatole Litvak
- 1941 : Shining Victory d'Irving Rapper
- 1941 : La Blonde framboise (The Strawberry Blonde) de Raoul Walsh
- 1941 : Nuits joyeuses à Honolulu (Navy Blues) de Lloyd Bacon

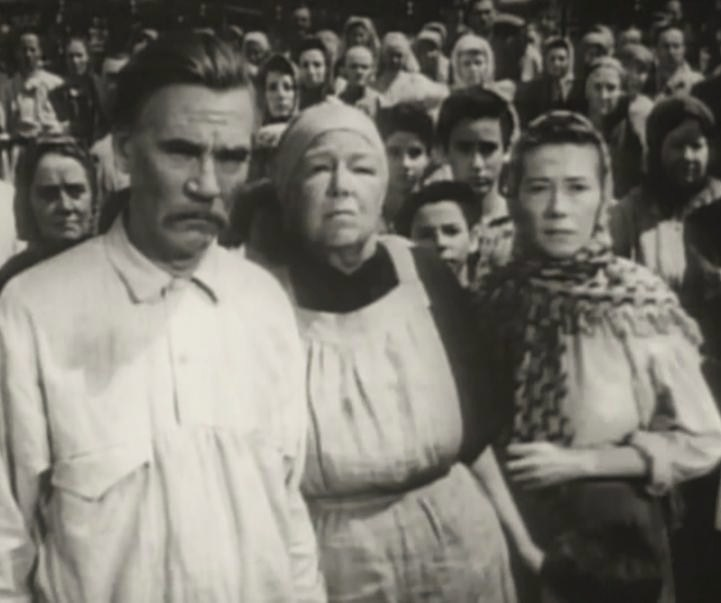
De g. à d. : Walter Huston, Esther Dale et Ruth Nelson, dans L'Étoile du Nord (1943)

- 1942 : La Glorieuse Parade (Yankee Doodle Dandy) de Michael Curtiz
- 1942 : Crimes sans châtiment (Kings Row) de Sam Wood
- 1943 : Air Force d'Howard Hawks
- 1943 : L'Étoile du Nord (The North Star) de Lewis Milestone
- 1943 : Les bourreaux meurent aussi (Hangmen also die) de Fritz Lang
- 1944 : Passage pour Marseille (Passage to Marseille) de Michael Curtiz
- 1945 : Aventures en Birmanie (Objective, Burma !) de Raoul Walsh
- 1945 : Agent secret (Confidential Agent) d'Herman Shumlin
- 1945 : Danger Signal de Robert Florey
- 1946 : Le Droit d'aimer (My Reputation) de Curtis Bernhardt
- 1947 : Le Bar aux illusions (The Time of your Life) de Henry C. Potter
- 1947 : L'Amant sans visage (Nora Prentiss) de Vincent Sherman
- 1947 : Sang et Or (Body and Soul) de Robert Rossen
- 1947 : La Vallée de la peur (Pursued) de Raoul Walsh
- 1948 : Un million clé en main (Mr. Blandings builds his Dream House) d'Henry C. Potter
- 1950 : Tripoli (Tripoli) de Will Price
- 1950 : L'Aigle et le Vautour (The Eagle and the Hawk) de Lewis R. Foster
- 1951 : Menace dans la nuit (He ran all the Way) de John Berry
- 1951 : Symphonie en 6.35 (Behave Yourself!) de George Beck
- 1952 : Reviens petite Sheba (Come back, Little Sheba) de Daniel Mann
- 1953 : Main Street to Broadway de Tay Garnett
- 1953 : Jennifer de Joel Newton
- 1955 : La Rose tatouée (The Rose Tattoo) de Daniel Mann
- 1955 : Picnic de Joshua Logan
- 1957 : Le Grand Chantage (Sweet Smell of Success) d'Alexander Mackendrick
- 1957 : L'Adieu aux armes (A Farewell to Arms) (non crédité) de Charles Vidor
- 1958 : Adorable Voisine (Bell Book and Candle) de Richard Quine
- 1958 : Le Vieil Homme et la Mer (The Old Man and the Sea) de John Sturges
- 1959 : Du sang en première page (The Story on Page One) de Clifford Odets
- 1959 : La Colère du juste (The Last Angry Man) de Daniel Mann
- 1960 : Le Bal des adieux (Song without End) de Charles Vidor et George Cukor
- 1963 : Le Plus Sauvage d'entre tous (Hud) de Martin Ritt
- 1964 : L'Outrage (The Outrage) de Martin Ritt
- 1966 : Propriété interdite (This Property Is Condemned), de Sydney Pollack
- 1966 : L'Opération diabolique (Seconds) de John Frankenheimer
- 1967 : Hombre de Martin Ritt
- 1968 : Le cœur est un chasseur solitaire (The Heart Is a Lonely Hunter) de Robert Ellis Miller
- 1970 : Traître sur commande (The Molly Maguires) de Martin Ritt
- 1971 : Les Cavaliers (The Horsemen) de John Frankenheimer
- 1975 : Funny Lady d'Herbert Ross

### Comme réalisateur (intégrale)

#### Au cinéma
- 1953 : The World of Dong Kingman, court métrage
- 1954 : Go, Man, Go !
- 1958 : Ombres sur Bourbon Street (The Invisible Avenger), coréalisé par Ben Parker et John Sledge

#### À la télévision
- 1961 : Série Échec et mat (Checkmate), saison 1, épisode 36 State of Shock et saison 2, épisode 7 Kill the Sound
- 1961 : Série 87th Precint, saison 1, épisode 4 The Modus Man
- 1963 : Biography of a Rookie : The Willie Davis Story, téléfilm (documentaire) coréalisé par Mel Stuart (+ directeur de la photographie)

## Récompenses
- Oscar de la meilleure photographie :
  - En 1956, catégorie noir et blanc, pour La Rose tatouée ;
  - Et en 1964, catégorie noir et blanc, pour Le Plus Sauvage d'entre tous.